# C/1843 D1
Grande comète de 1843 • Grande comète de mars • 1843 I
La grande comète de 1843, également appelée grande comète de mars ou C/1843 D1 selon la terminologie scientifique, est une comète rasant le Soleil appartenant au groupe de Kreutz qui fut observée pour la première fois le 5 février 1843 et pour la dernière fois le 19 avril de la même année.

## Observations
Apparaissant dans le ciel le 5 février 1843, elle passe au périhélie le 27 février 1843 à seulement 0,0055 ua du Soleil. Son éclat, surpassant celui de la grande comète de 1811, est tel qu'elle devient visible à l'œil nu en plein jour.
La comète passe au plus près de la Terre le 6 mars 1843 à 0,84 ua. Sa queue, qui présente deux branches, s'étend sur 2 ua, ce qui en fait la plus longue jamais observée à ce moment-là. Il faudra attendre la comète Hyakutake en 1996 pour faire mieux, avec une queue deux fois plus étendue.
L'astre est observé pour la dernière fois le 19 avril 1843.

## Dans la culture populaire
La grande comète de 1843 apparaît dans le second volet du film allemand Die andere Heimat sorti en 2013. Elle accompagne les années de misère, de mauvaises récoltes et de perturbations climatiques en Rhénanie, lieu de l'action du film.